# Verenigde Staten op de Olympische Zomerspelen 1972
De Verenigde Staten namen deel aan de Olympische Zomerspelen 1972 in München, West-Duitsland. Na twee keer op rij een eerste plaats in het medailleklassement moeten de Amerikanen genoegen nemen met de tweede plaats achter toenmalig aartsrivaal Sovjet-Unie. Zwemmer Mark Spitz zet een unieke prestatie neer, hij neemt deel aan zeven onderdelen tijdens deze Spelen en zwemt in alle gevallen naar een gouden medaille toe in een wereldrecordtijd. Het Amerikaanse basketbalteam weet voor het eerst geen goud te halen. In de finale wint het team van de Sovjet-Unie met een punt verschil.

## Medaillewinnaars

### 1Goud
- Doreen Wilber - Boogschieten, vrouwen individueel
- John Williams - Boogschieten, mannen individueel
- Vince Matthews - Atletiek, mannen, 400 meter
- Dave Wottle - Atletiek, mannen 800 meter
- Frank Shorter - Atletiek, mannen marathon
- Rodney Milburn - Atletiek, mannen 110 m horden
- Larry Black, Eddie Hart, Robert Taylor en Gerald Tinker - Atletiek, mannen 4x100 m estafette
- Randy Williams - Atletiek, mannen verspringen
- Ray Seales - Boksen, mannen lichtweltergewicht
- Maxine Joyce King - Schoonspringen, vrouwen 3 m plank
- John Writer - Schieten, mannen kleinkalibergeweer, drie posities
- Lones Wigger - Schieten, mannen militair geweer, drie posities
- Mark Spitz - Zwemmen, mannen 100 m vrije stijl
- Mark Spitz - Zwemmen, mannen 200 m vrije stijl
- Mark Spitz - Zwemmen, mannen 100 m vlinderslag
- Mark Spitz - Zwemmen, mannen 200 m vlinderslag
- Mike Burton - Zwemmen, mannen 1500 m vrije stijl
- John Hencken - Zwemmen, mannen 200 m schoolslag
- David Edgar, Jerry Heidenreich, John Murphy en Mark Spitz - Zwemmen, mannen 4x100 m vrije stijl estafette
- Steve Genter, John Kinsella, Fred Tyler en Mark Spitz - Zwemmen, mannen 4x200 m vrije stijl estafette
- Tom Bruce, Jerry Heidenreich, Mike Stamm en Mark Spitz - Zwemmen, mannen 4x100 m wisselslag
- Sandra Neilson - Zwemmen, vrouwen 100 m vrije stijl
- Keena Rothhammer - Zwemmen, vrouwen 800 m vrije stijl
- Melissa Belote - Zwemmen, vrouwen 100 m rugslag
- Melissa Belote - Zwemmen, vrouwen 200 m rugslag
- Catherine Carr - Zwemmen, vrouwen 100 m schoolslag
- Karen Moe - Zwemmen, vrouwen 200 m vlinderslag
- Shirley Babashoff, Jane Barkman, Jenny Kemp en Sandra Neilson - Zwemmen, vrouwen 4x100 m vrije stijl estafette
- Melissa Belote, Catherine Carr, Deena Deardurff en Sandra Neilson - Zwemmen, vrouwen 4x100 m wisselslag
- Dan Gable - worstelen, mannen vrije stijl lichtgewicht
- Wayne Wells - worstelen, mannen vrije stijl weltergewicht
- Benjamin Peterson - worstelen, mannen vrije stijl lichtzwaargewicht
- William Allen, William Bentsen en Harry Melges - Zeilen, mannen soling team

### 2Zilver
- Robert Taylor - Atletiek, mannen, 100 meter
- Wayne Collett - Atletiek, mannen 400 meter
- Ralph Mann - Atletiek, mannen 400 m horden
- Bob Seagren - Atletiek, mannen polsstokhoogspringen
- George Woods - Atletiek, mannen kogelstoten
- Jay Silvester - Atletiek, mannen discuswerpen
- Mable Fergerson, Kathy Hammond, Madeline Manning-Jackson en Cheryl Toussaint - Atletiek, vrouwen 4x400 m estafette
- Michael Bantom, James Brewer, Tommy Burleson, Doug Collins, Kenneth Davis, James Forbes, Tom Henderson, Dwight Jones, Robert Jones, Kevin Joyce, Tom McMillen en Edward Ratleff - Basketbal, mannentoernooi
- Richard Rydze - Schoonspringen, mannen 10 m platform
- Bruce Davidson, Kevin Freeman, Michael Plumb en James Wofford - Paardensport, eventing
- Frank Chapot, Kathryn Kusner, Neal Shapiro en William Steinkraus - Paardensport, springconcours team
- Eugene Clapp, Fritz Hobbs, William Hobbs, Paul Hoffman, John Livingston , Michael Livingston, Timothy Mickelson, Peter Raymond en Lawrence Terry - Roeien, mannen acht-met-stuurman
- Victor Auer - Schieten, mannen kleinkalibergeweer, liggend
- Lanny Bassham - Schieten, mannen kleinkalibergeweer, drie posities
- Jerry Heidenreich - Zwemmen, mannen 100 m vrije stijl
- Steve Genter - Zwemmen, mannen 200 m vrije stijl
- Steve Genter - Zwemmen, mannen 400 m vrije stijl
- Mike Stamm - Zwemmen, mannen 100 m rugslag
- Mike Stamm - Zwemmen, mannen 200 m rugslag
- Tom Bruce - Zwemmen, mannen 100 m schoolslag
- Gary Hall - Zwemmen, mannen 200 m vlinderslag
- Tim McKee - Zwemmen, mannen 200 m individueel wisselslag
- Tim McKee - Zwemmen, mannen 400 m individueel wisselslag
- Shirley Babashoff - Zwemmen, vrouwen 100 m vrije stijl
- Shirley Babashoff - Zwemmen, vrouwen 200 m vrije stijl
- Susan Atwood - Zwemmen, vrouwen 200 m rugslag
- Dana Schoenfield - Zwemmen, vrouwen 200 m schoolslag
- Lynn Colella - Zwemmen, vrouwen 200 m vlinderslag
- Richard Sanders - worstelen, mannen vrije stijl bantamgewicht
- John Peterson - worstelen, mannen vrije stijl middengewicht

### 3Brons
- Craig Howard Lincoln - Schoonspringen, mannen 3 m plank
- Thomas Hill - Atletiek, mannen 110 m horden
- Larry Young - Atletiek, mannen 50 km snelwandelen
- Dwight Stones - Atletiek, mannen hoogspringen
- Jan Johnson - Atletiek, mannen polsstokhoogspringen
- Arni Robinson - Atletiek, mannen verspringen
- Bill Schmidt - Atletiek, mannen, speerwerpen
- Kathy Hammond - Atletiek, vrouwen 400 meter
- Kathy Schmidt - Atletiek, vrouwen speerwerpen
- Ricardo Carreras - Boksen, mannen bantamgewicht
- Jesse Valdez - Boksen, mannen weltergewicht
- Marvin Johnson - Boksen, mannen middengewicht
- James McEwan - Kanoën, mannen c1 Canadees slalom enkel
- Neal Shapiro - Paardensport, springconcours individueel
- Tom McBreen - Zwemmen, mannen 400 m vrije stijl
- Douglas Northway - Zwemmen, mannen 1500 m vrije stijl
- John Murphy - Zwemmen, mannen 100 m rugslag
- Mitchell Ivey - Zwemmen, mannen 200 m rugslag
- John Hencken - Zwemmen, mannen 100 m schoolslag
- Jerry Heidenreich - Zwemmen, mannen 100 m vlinderslag
- Robin Backhouse - Zwemmen, mannen 200 m vlinderslag
- Steven Furniss - Zwemmen, mannen 200 m individueel wisselslag
- Keena Rothhammer - Zwemmen, vrouwen 200 m vrije stijl
- Susan Atwood - Zwemmen, vrouwen 100 m rugslag
- Ellie Daniel - Zwemmen, vrouwen 200 m vlinderslag
- Lynn Vidali - Zwemmen, vrouwen 200 m individueel wisselslag
- Peter Asch, Steven Barnett, Bruce Bradley, Stanley Cole, James Ferguson, Eric Lindroth, John Parker, Gary Sheerer, James Slatton, Russell Webb en Barry Weitzenberg - Waterpolo, mannentoernooi
- Chris Taylor - worstelen, mannen vrije stijl superzwaargewicht
- Donald Cohan, Charles Horter en John Marshall - Zeilen, mannen dragon team
- Peter Dean en Glen Foster - Zeilen, mannen tempest team

## Deelnemers en resultaten per onderdeel

### Atletiek
Mannen, 800 meter
- Dave Wottle
  - Serie - 1:47.6
  - Halve finale - 1:48.7
  - Finale - 1:45.9 (→  Goud)
- Ken Swenson
  - Serie - 1:51.1
  - Halve finale - Niet gefinisht (→ ging niet verder)
- Richard Wohlhuter
  - Serie - 1:49.4 (→ ging niet verder)

Mannen, 1.500 meter
- James Ryun
  - Serie - 3:51.5 (→ ging niet verder)
- Dave Wottle
  - Serie - 3:40.7
  - Halve finale - 3:41.6 (→ ging niet verder)
- Robert Wheeler
  - Serie - 3:41.3
  - Halve finale - 3:40.4 (→ ging niet verder)

Mannen, 5.000 meter
- George Young
  - Serie - 13:41.2 (→ ging niet verder)
- Steve Prefontaine
  - Serie - 13:32.6
  - Finale - 13:28.25(→4e)
- Leonard Hilton
  - Serie - 14:07.2 (→ ging niet verder)

Mannen, 10.000 meter
- Frank Shorter
- Jeff Galloway
- Jon Anderson
  - Serie - 28:34.2 (→ ging niet verder)

Mannen, 3.000 meter steeplechase
- Steve Savage
- Doug Brown
- Mike Manley

Mannen 4x100m estafette
- Larry Black, Robert Taylor, Gerald Tinker en Edward Hart
  - Serie - 38.96s
  - Halve finale - 38.54s
  - Finale - 38.19s (→  Goud)

Mannen, hoogspringen
- Dwight Stones
  - Kwalificatieronde - 2.15m
  - Finale - 2.21m (→  Brons)
- Christopher Dunn
  - Kwalificatieronde - 2.12m (→ ging niet verder)
- Ronnie Jourdan
  - Kwalificatieronde - 2.12m (→ ging niet verder)

### Boksen
Mannen lichtvlieggewicht (- 48kg)
- Davey Armstrong
  - Eerste ronde - versloeg Arif Dorgu ( TUR), 4:1
  - Tweede ronde - verloor van Enrique Rodríguez ( ESP), 0:5

Mannen lichtmiddengewicht (- 71 kg)
- Reggie Jones
  - Eerste ronde - bye
  - Tweede ronde - verloor van Valeri Tregubov ( URS), 2:3

Mannen zwaargewicht (+ 81 kg)
- Duane Bobick
  - Eerste ronde - versloeg Yuri Nesterov ( URS), 5:0
  - Kwartfinale - verloor van Teófilo Stevenson ( CUB), technisch knock-out, ronde 3

### Boogschieten
Mannen, individueel:
- John Williams - 2528 punten (→  Goud)
- Edwin Eliason - 2438 punten (→ 5e plaats)
- Dennis McComak - 2398 punten (→ 11e plaats)

Vrouwen, individueel:
- Doreen Wilber - 2424 punten (→  Goud)
- Linda Myers - 2385 punten (→ 5e plaats)
- Maureen Bechdolt - 2218 punten (→ 28e plaats)

### Schoonspringen
Mannen 3 m plank
- Craig Howard Lincoln - 577.29 punten (→  Brons
- Michael Finneran - 557.34 punten (→ 5e plaats)
- David Bush - 327.06 punten (→ 20e plaats)

Mannen 10 m platform
- Richard Rydze - 480.75 punten (→  Zilver)
- Richard Early - 462.45 punten (→ 6e plaats)
- Michael Finneran - 439.47 punten (→ 9e plaats)

Vrouwen 3 m plank
- Maxine Joyce King - 450.03 punten (→  Goud)
- Janet Ely - 420.99 punten (→ 4e plaats)
- Cynthia Potter - 413.58 (→ 7e plaats)

Vrouwen 10 m platform
- Janet Ely - 352.68 punten (→ 4e plaats)
- Maxine Joyce King - 346.38 punten (→ 5e plaats)
- Cynthia Potter - 173.82 punten (→ 21e plaats)

### Handbal
Mannentoernooi:
- Verenigde Staten - 14e plaats (1-4-0)
- Team - Richard Abrahamson, Fletcher Abram Jr., Roger Baker, Dennis Berkholtz, Larry Caton, Vincent Dicalogery, Elmer Edes, Thomas Hardiman, Rudolph Matthews, Sandor Rivnyak, James Rogers, Richard Schlesinger, Kevin Serrapede, Robert Sparks, Joel Voelkert en Harry Winkler

### Moderne vijfkamp
Mannen, individueel:
- Charles Richards - 5074 punten (→ 9e plaats)
- John Fitzgerald - 5070 punten (→ 11e plaats)
- Scott Taylor - 4656 punten (→ 29e plaats)

Mannentoernooi:
- Richards, Fitzgerald en Taylor - 14802 punten (→ 4e plaats)

### Judo
Mannen lichtgewicht
- Kenneth Okada

Mannen half-middengewicht
- Patrick Burris

Mannen middengewicht
- Irwin Cohen

Mannen half-zwaargewicht
- James Wooley

Mannen zwaargewicht
- Larry Nelson

Mannen open klasse
- Johnny Watts

### Roeien
Mannen, skiff
- James Deitz
  - Serie - 7:57.58
  - Herkansing - 7:59.13
  - Halve finale - 8:21.54
  - Finale - 7:24.81 (→ 5e plaats)

Mannen twee-met-stuurman
- Luther Jones, Michael Staines en Aaron Herman
  - Serie - 7:50.00
  - Halve finale - 8:25.40
  - B-Finale - 8:04.80 (→ 11e plaats)

### Voetbal
- Eerste ronde (Groep A)
  - Marokko 0-0 Verenigde Staten
  - Maleisië 3-0 Verenigde Staten
  - West-Duitsland 7-0 Verenigde Staten → uitgeschakeld, 14e plaats
- Spelers
  - Mike Ivanow (gk)
  - Casey Bahr
  - John Bocwinski
  - Horst Stemke
  - Neil Stam
  - Archie Roboostoff
  - Mike Seerey
  - John Carenza
  - Buzz Demling
  - Manuel Hernandez
  - Hugo Salcedo
  - Al Trost
  - Joe Hamm
  - Steve Gay
  - Shep Messing (gk)
  - Wally Ziaja
  - Mike Flater
  - Mike Margulis
  - Jim Zylker
- Coach: Bob Guelker

### Waterpolo

#### Mannentoernooi
- Voorronde (Groep A)
  - Versloeg Roemenië (4-3)
  - Versloeg Cuba (7-6)
  - Versloeg Canada (8-1)
  - Versloeg Mexico (7-5)
  - Versloeg Joegoslavië (5-3)
- Finaleronde (Groep I)
  - Gelijk tegen West-Duitsland (4-4)
  - Verloor van Hongarije (3-5)
  - Gelijk tegen Sovjet-Unie (6-6)
  - Versloeg Italië (6-5) →  Brons
- Spelers
  - Peter Asch
  - Steven Barnett
  - Bruce Bradley
  - Stanley Cole
  - James Ferguson
  - Eric Lindroth
  - John Parker
  - Gary Sheerer
  - James Slatton
  - Russell Webb
  - Barry Weitzenberg

### Wielersport

#### Wegwedstrijden
Mannen individuele wegwedstrijd
- John Howard - 61e plaats
- John Allis - 63e plaats
- Emile Waldteufel - niet gefinisht (→ niet geklasseerd)
- Robert Schneider - niet gefinisht (→ niet geklasseerd)

#### Baanwedstrijden
Mannen 1.000m tijdrit
- Steven Woznick
  - Finale - 1:08.56 (→ 12e plaats)

Mannen tandem
- Jeffrey Spencer en Ralph Therrio → 13e plaats

### Zwemmen
Mannen, 100 meter vrije slag
- Mark Spitz
  - Serie - 52.46s
  - Halve finale - 52.43s
  - Finale - 51.22s (→  Goud)
- Jerry Heidenreich
  - Serie - 52.38s
  - Halve finale - 52.31s
  - Finale - 51.65s (→  Zilver)
- John Murphy
  - Serie - 53.07s
  - Halve finale - 53.17s
  - Finale - 52.08s (→ 4e plaats)

Mannen, 200 meter vrije slag
- Mark Spitz
  - Serie - 1:55.29
  - Finale - 1:52.78 (→  Goud)
- Steve Genter
  - Serie - 1:55.42
  - Finale - 1:53.73 (→  Zilver)
- Fred Tyler
  - Serie - 1:56.04
  - Finale - 1:54.96 (→ 5e plaats)

Mannen, 4x100 meter vrije slag
- Dave Fairbank, Gary Conelly, Jerry Heidenreich en David Edgar
  - Serie - 3:28.84
- David Edgar, John Murphy, Jerry Heidenreich en Mark Spitz
  - Finale - 3:26.42 (→  Goud)

Mannen 4x200m vrije stijl estafette
- Gary Conelly, Tom McBreen, Mike Burton en John Kinsella
  - Serie - 8:03.98
- John Kinsella, Fred Tyler, Steve Genter en Mark Spitz
  - Finale - 7:35.78 (→  Goud)

Mannen 4x100m wisselslag
- Tom Bruce, Jerry Heidenreich, Mike Stamm en Mark Spitz
  - Finale (→  Goud)

Afghanistan · Albanië · Algerije · Amerikaanse Maagdeneilanden · Argentinië · Australië · Bahama's · Barbados · België · Bermuda · Birma · Bolivia · Bondsrepubliek Duitsland · Brazilië · Brits-Honduras · Bulgarije · Canada · Ceylon · Chili · Colombia · Congo-Brazzaville · Costa Rica · Cuba · Dahomey · Denemarken · Dominicaanse Republiek · Duitse Democratische Republiek · Ecuador · Egypte · El Salvador · Ethiopië · Fiji · Filipijnen · Finland · Frankrijk · Gabon · Ghana · Griekenland · Groot-Brittannië · Guatemala · Guyana · Haïti · Hongarije · Hongkong · Ierland · IJsland · India · Indonesië · Iran · Israël · Italië · Ivoorkust · Jamaica · Japan · Joegoslavië · Kameroen · Kenia · Khmerrepubliek · Koeweit · Lesotho · Libanon · Liberia · Liechtenstein · Luxemburg · Madagaskar · Malawi · Maleisië · Mali · Malta · Marokko · Mexico · Monaco · Mongolië · Nederland · Nederlandse Antillen · Nepal · Nicaragua · Nieuw-Zeeland · Niger · Nigeria · Noord-Korea · Noorwegen · Oeganda · Oostenrijk · Opper-Volta · Pakistan · Panama · Paraguay · Peru · Polen · Portugal · Puerto Rico · Roemenië · San Marino · Saoedi-Arabië · Senegal · Singapore · Soedan · Somalië · Sovjet-Unie · Spanje · Suriname · Swaziland · Syrië · Taiwan · Tanzania · Thailand · Togo · Trinidad en Tobago · Tsjaad · Tsjecho-Slowakije · Tunesië · Turkije · Uruguay · Venezuela · Verenigde Staten · Vietnam · Zambia · Zuid-Korea · Zweden · Zwitserland